# Fenómeno de Bell

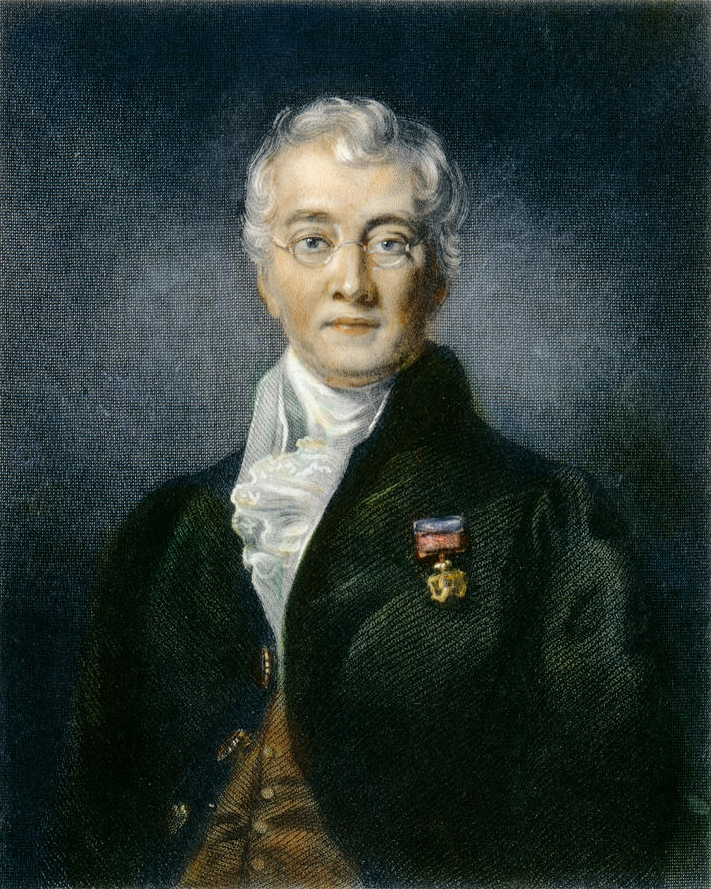
Sir Charles Bell.

El fenómeno de Bell (también conocido como reflejo ocurógiro palpebral) es un signo clínico  caracterizado por movimientos ascendentes del ojo, cuándo, entre otras situaciones, se realiza un intento por cerrar los ojos forzosamente. El movimiento ascendente del ojo se presenta en la mayoría de la población, y es un mecanismo defensivo. El fenómeno está nombrado en honor al  anatomista, cirujano, y fisiólogo escocés Charles Bell.
El fenómeno de Bell es un reflejo defensivo normal presente en aproximadamente 75% de la población, resultando en elevación del globo ocular cuándo se presiona al ojo a parpadear o este es interceptado por algún objeto externo (por ejemplo, cuando se realiza un intento por tocar la córnea del paciente). Se presenta mucha más notablemente cuando existe alguna debilidad del músculo orbital. Sin embargo este signo también puede aparecer cuando, en una persona sana, se trata forzosamente cerrar los párpados y no debería ser considerado como un signo patognomónico de ninguna enfermedad.
El fenómeno de Bell no suele ocurrir durante los parpadeos rápidos del ojo.